# Buïnsk
Buinsk - Буинск (rus) - és una ciutat de la República del Tatarstan, a Rússia. Està localitzada en la riba esquerra del riu Karla, afluent del Sviyaga, a 137 km de Kazan. És la capital del districte de Buinsk. Normalment en aquesta ciutat les temperatures són baixes, sent les mínimes de -20 °C i les màximes de 16 °C. És esmentada per primera vegada en unes cròniques de 1691; té l'estatus de ciutat des de 1780.